# Gomphurus septima
Gomphurus septima is een echte libel uit de familie van de rombouten (Gomphidae).
De wetenschappelijke naam van de soort werd in 1956 als Gomphus septima gepubliceerd door Minter Jackson Westfall.
De soort staat op de Rode Lijst van de IUCN als niet bedreigd, beoordelingsjaar 2016.

## Synoniemen
- Gomphurus secundus Steinmann, 1997